# Готье, Анри
Анри́ Готье́ (фр. Henri Gautier, также Юбе́р Готье́ (фр. Hubert Gautier); 1660—1737) — французский инженер и учёный, автор первых теоретических работ по строительству дорог и первых фундаментальные трудов по строительству мостов.

## Биография
Анри Готье родился 21 августа 1660 года в Ниме, в семье гугенота, занятого камвольным ремеслом. Изучал философию и гуманитарные науки в Ниме, после чего постигал медицину в протестантском городе Оранж, где в 1679 году получил докторскую степень. Заинтересовавшись математикой, с 1686 по 1688 год работал на строительстве форта Вобан в Ниме. 
После того, как король Людовик XIV издал эдикт Фонтенбло, отменивший свободу вероисповедания для гугенотов, Готье в 1689 году перешёл в католичество. В том же году он был назначен инженером в провинции Лангедок. 
До 1694 года он строил мост в Курсане через реку Од, который существует по сей день, затем работал над различными проектами в Лангедоке, в том числе занимался проектированием Южного канала. 
В 1713 году он был назначен одним из первых инспекторов строительства мостов и дорог (Inspecteur des ponts et chaussées) и поселился в Париже. 
После 18 лет службы инспектором в 1731 году ушёл в отставку в возрасте 71 года. 
Умер в Париже 27 сентября 1737 года.

## Научные труды
В 1693 году Готье опубликовал в Тулузе первый учебник по дорожному строительству — «Traité de la construction des chemins». Помимо методов дорожного дренажа, в нём он также описывает принципы римского дорожного строительства. При конструировании дорог Готье предлагает использовать в качестве базового грубый слой, состоящий из крупных плоских камней. Затем следует наносить выравнивающий слой, после чего — последний верхний слой из мелкого щебня. Конструкция обрамляется тяжёлым бордюрами. Дорога должна пролегать по небольшой насыпи, для того чтобы эффективно осушаться. Эта работа была переиздана в Париже в 1716 и 1721 годах.
В 1716 году в Париже вышла в свет его работа «Traité des ponts» («Трактат о мостах»), которая также публиковалась несколько раз до 1768 года и была переведена на другие языки. По крайней мере, во Франции, вплоть до работ Эмиленда Гаути 1809—1813 гг., она оставалась единственным фундаментальным научным трудом по строительству мостов.
В 1721 году Готье опубликовал трактат «Nouvelles conjectures sur le globe terreste» («Hовые догадки о земном шаре»), который появился в рамках его «Bibliothèque des philosophes et des sçavans». В нём он пытался объединить традиционное учение о постепенном формировании земной поверхности при помощи рек и отложения осадков в морях и океанах с представлением Р. Декарта о том, что горообразование происходит в результате сравнительно внезапных тектонических событий.

## Другие публикации
Среди его публикаций есть и менее значительные работы:
- Henri Gautier. Traité de la construction des chemins. — Toulouse, 1693.
- Henri Gautier. Traité de la construction des chemins Архивная копия от 22 января 2021 на Wayback Machine. 2-е изд. — Paris: André Cailleau, 1721.
- Henri Gautier. L'art de dessiner proprement les plans, porfils, elevations geometrales, et perspectives, soit d'architecture militaire ou civile: avec tous les secrets les plus rares pour faire les couleurs avec lesquelles les ingenieurs representent les divers materiaux d'une place. — 1697.
- Henri Gautier. Traité des ponts. — Paris, 1716.
- Henri Gautier. Traité des Ponts. 2-e изд. — Paris: André Cailleau, 1728.
- Henri Gautier. Dissertation sur les culées, voussoirs, piles et poussées des ponts. — 1717.
- Henri Gautier. Histoire de la ville de Nîmes et de ses antiquités. — 1720.
- Henri Gautier. Nouvelles conjectures sur le globe de la terre. — 1721.
- Henri Gautier. Bibliothèque des philosophes et des sçavans tant anciens que modernes. — Paris: André Cailleau, 1723.
- Henri Gautier. Dissertation sur les projets de canaux de navigation, d'arrosage & pour la conduite des fontaines.
- Henri Gautier. Dissertation sur la conduite des mâts pour les vaisseaux du roi, depuis les forêts où on les abbat jusque dans les ports de mer auxquels on les destine. — Paris.
- Henri Gautier. Dissertaion qui résout les difficultés sur la poussée des voûtes & des arches, à différents surbaissements, sur les piles, les voussoirs, la charge des pilotis, le profil des murs qui doivent soutenir des terrasses, des remparts à telle hauteur donnée que ce puisse être. — Paris.
- Henri Gautier. Traité de l'art de laver les différents desseins qu'on envoie à la cour. — Lyon.
- Henri Gautier. Traité des armes à feu, tant des canons dont on se sert sur terre et sur mer, avec leurs proportions, comme des mortiers pour leurs jets de bombes, avec la manière de diriger leur portée. — Lyon.
- Henri Gautier. Traité des fortifications; avec l'examen de toutes le méthodes dont on s'est servi jusqu'alors pour fortifier les places. — Lyon.
- Henri Gautier. Plusieurs lettres ou nouvelles conjectures sur la peste, & sur tous les corps animés & inanimés. — Paris.